# Iablanca, Banatul de Sud

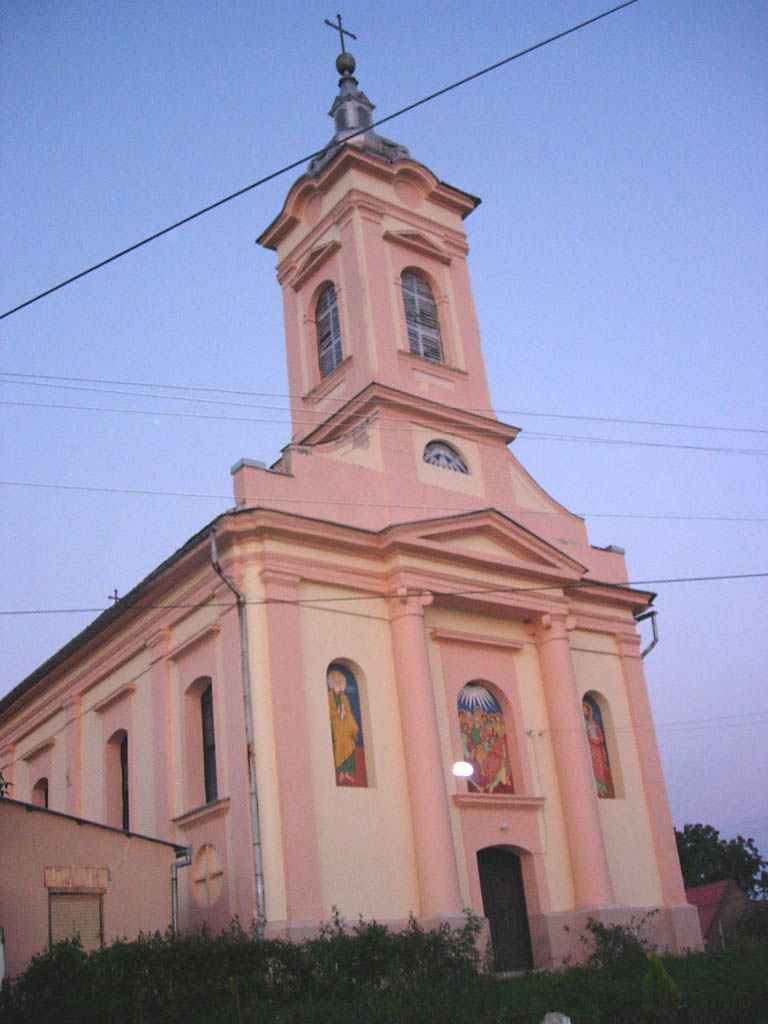
Biserica ortodoxă română din Jablanka

Iablanca (sârbă Јабланка, cu alfabetul latin: Jablanka, maghiară Almád) este o localitate în Districtul Banatul de Sud, Voivodina, Serbia. Face parte din municipalitatea Vârșețului. Satul are o populație de 247 locuitori (2011), majoritatea fiind de etnie română.

## Note

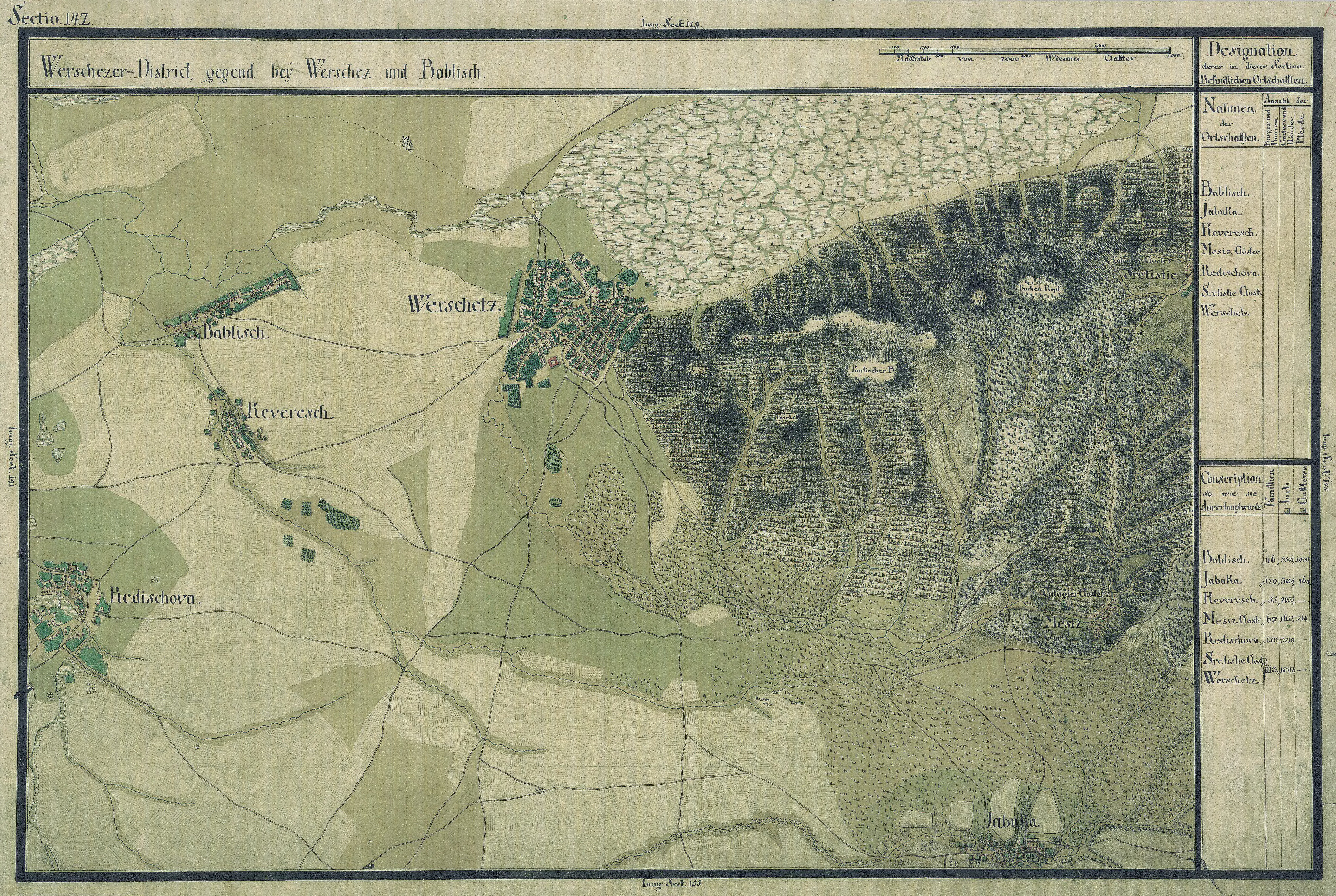
Iablanca în Harta Iosefină a Banatului, 1769-72